# Oroville (Kalifornien)
Oroville ist eine Kleinstadt mit dem Status einer City im Butte County des US-Bundesstaats Kalifornien. Das U.S. Census Bureau hat bei der Volkszählung 2020 eine Einwohnerzahl von 20.042 ermittelt. Gegründet wurde die Stadt im Jahre 1849 in der Zeit des kalifornischen Goldrausches als Ophir City, der jetzige Name bedeutet „Goldstadt“. Oroville war zeitweise die wichtigste Goldgräberstadt Kaliforniens.

## Geographie
Die Stadt liegt ca. 100 Kilometer nördlich von Sacramento im nördlichen Central Valley, wo der Feather River aus dem Sierra Nevada-Gebirge die Ebene erreicht, unterhalb des Lake Oroville, der durch den Oroville-Staudamm aufgestaut wird. Dieser ist die höchste Talsperre der USA. Im Stausee liegt heute der Zusammenfluss der drei Quellarme des Feather River. Nördlich der Stadt liegt der charakteristische Table Mountain, ein eigentlich aus zwei Kegelstümpfen bestehendes und aus einem ehemaligen Vulkan entstandenes Plateau. Er ist ein Wahrzeichen der Stadt und auch auf dem städtischen Siegel abgebildet.
Oroville wird erschlossen durch den kalifornischen Staatshighway CA-70 in Nord-Süd-Richtung und den kleineren CA-162 von Ost nach West. Der Regional-Flughafen Oroville Municipal Airport liegt südwestlich des Ortes. Durch den Ort führt die heute nur noch für den Güterverkehr genutzte Bahnlinie der Union Pacific Railroad, die entlang dem Feather River über die Sierra Nevada verläuft.
Die Berge oberhalb von Oroville gehören zum Plumas National Forest, einem Nationalforst unter Verwaltung des United States Forest Service. Der Stausee und seine Ufer sind als Lake Oroville State Recreation Area ausgewiesen, der Feather River unterhalb der Stadt steht als Oroville Wildlife Area unter Naturschutz.

## Geschichte
Die Region um Feather River und American River war ursprünglich von den Maidu besiedelt, einem Indianervolk aus der Penuti-Sprachfamilie. Sie lebten als Jäger und Sammler, einen Schwerpunkt ihrer Ernährung stellte Mehl aus Eicheln dar. Ihre Technik zum Flechten von Körben und anderen Behältern war hoch entwickelt.
Oroville begann als Goldgräbersiedlung namens Ophir City im Jahr 1849. Oberhalb am Middle Fork des Feather River hatte John Bidwell bereits im Juli 1848 und damit sehr früh im kalifornischen Goldrausch größere Goldvorkommen gefunden und sein Camp Bidwell’s Bar errichtet – bar steht hier für eine Sandbank am Fluss, nicht für einen Gastronomiebetrieb. Bidwell’s Bar wurde der erste County Seat des nach der Gründung Kaliforniens eingerichteten Butte County. Als nach wenigen Jahren die Goldvorkommen erschöpft waren, zogen die Goldsucher den Fluss abwärts nach Ophir City zu den wesentlich ergiebigeren Goldlagerstätten. Auch der County Seat zog 1856 in die nunmehr in Oroville umbenannte Siedlung.
Der Ort mit der günstigen Lange am Rand der Ebene wurde zum Wirtschaftszentrum für die Region und die Goldgräbersiedlungen in den Bergen. Dazu trug bei, dass der ehemalige Sklave James P. Beckwourth 1850 den Beckwourth Pass entdeckt hatte, den niedrigsten Pass über die Sierra, und dass sein Beckwourth Trail von Reno in Nevada entlang des Feather River über die Berge nach Oroville und weiter nach Marysville verlief. 1856 fuhren täglich sechs Postkutschen Richtung Süden nach Marysville mit Anschluss nach Sacramento, eine das Central Valley nach Norden bis Shasta (das heutige Redding), drei in die Goldfelder nördlich der Stadt, und je eine den Fluss hinauf zu den Goldfeldern bei Bidwell’s Bar, nach Osten und Forbestown sowie nach Südosten und Bangor. Alle zwei Tage fuhr eine Fernverbindung über die Berge. 1857 war Oroville die bevölkerungsreichste Goldgräberstadt Kaliforniens mit zwei Theatern, drei Banken, einer Konzerthalle, einer Pferderennbahn und unzähligen Hotels. Im selben Jahr nahm eine Schiffsverbindung mit einem Schaufelraddampfer zwischen Oroville und Sacramento den Betrieb auf. Wegen der zunehmenden Versandung des Flusses wurde der Betrieb aber bereits 1862 wieder eingestellt.
Im Rahmen des Goldrausches kamen Goldsucher aus dem Osten der Vereinigten Staaten, aber auch tausende chinesische Einwanderer nach Oroville. Sie siedelten auf dem anderen Flussufer in ihrer Lava Beds genannten Chinatown, der größten rein chinesischen Goldgräbersiedlung ihrer Zeit und die zweitgrößte Chinatown nach der von San Francisco. Im Herbst 1873 bestand die chinesische Siedlung aus 150 Holzhäusern, zwölf Zelten und einem Steingebäude, dem General Store. Bis zu 10.000 Chinesen sollen in Lava Beds gewohnt haben, sie errichteten 1863 den erhaltenen Oroville Chinese Temple als religiöses und soziales Zentrum.
Bis in die 1880er Jahre wurde das Gold noch manuell oder mit der Hilfe von Gerinnen gewaschen, später wurden erstmals Gold Dredges am Feather River eingesetzt, Schwimmbagger, die Sand und Kies mechanischen Goldwaschanlagen zuführten. Diese Technik setzte sich später durch und wird im großen Maßstab oder miniaturisiert bis heute verwendet. Nach dem Ende des Goldabbaus schrumpfte Oroville massiv und Ranching und die Forstwirtschaft an den Hängen der Sierra wurden zur neuen Grundlage der Stadt.

## Ab dem 20. Jahrhundert
Nach der Jahrhundertwende baute die Western Pacific Railroad eine Bahnverbindung entlang dem Feather River über die Sierra. Sie wurde 1905 vollendet und griff auf bestehende Schmalspurbahnen zurück. 1911 wurde außerhalb von Oroville der Indianer Ishi gefunden, der letzte Angehörige des Volkes der Yahi. Der Anthropologe Alfred Kroeber gewann sein Vertrauen, lernte die Sprache und erhielt Einblicke in die Kultur des bereits für ausgestorben gehaltenen Volkes.
Der Flughafen von Oroville wurde 1936 angelegt und 1941 im Rahmen des New Deal von der Works Progress Administration ausgebaut. Im Zweiten Weltkrieg diente er als Oroville Army Air Field und wurde stark erweitert. 1947 ging er in zivile Verwaltung zurück.
Der Oroville-Staudamm wurde 1968 fertiggestellt. Er ist die höchste Talsperre in den Vereinigten Staaten und gehört bis heute zu den höchsten Dämmen der Welt. Der Stausee ist ein wichtiger Speicher des California State Water Project, dient der Elektrizitätsversorgung Nordkaliforniens und hat sich zu einem beliebten Erholungsgebiet entwickelt. Er flutete den Flusslauf bis über den Zusammenfluss der Quellarme des Feather River und nahezu die gesamten historischen Goldfelder. Bidwell’s Bar und mehrere weitere Goldgräbersiedlungen liegen nun auf dem Grund des Sees. 1975 gab es ein größeres Erdbeben der Stärke 5,7 nach der Richterskala in der Region, der Staudamm hielt stand. Daraufhin wurden die Anforderungen an Staudämme in den Vereinigten Staaten deutlich verschärft und ein Projekt bei Auburn am American River aufgegeben.

## Wirtschaft
Oroville lebt heute überwiegend vom Tourismus. Der Oroville-Stausee bietet vielfältige Möglichkeiten des Wassersports und zum Angeln. Die Ufer und die angrenzenden Berge werden zum Wandern, Zelten und die Jagd genutzt. Im Ort gibt es zwei Casinos. Die größten Arbeitgeber sind die Verwaltung des Butte County und das Butte College. Weitere Wirtschaftszweige sind der Anbau von Obst und Gemüse sowie die Forstwirtschaft.

## Demographie
Die Volkszählung aus dem Jahr 2010 ergab eine Einwohnerzahl von 15.546. Das ist ein Anstieg von rund 2500 Personen im Vergleich zum Jahr 2000, als nach dem Stand der damaligen Volkszählung noch rund 13.000 Menschen in Oroville lebten. Rund Dreiviertel der Einwohner waren europäischstämmige Weiße. Ihr Anteil liegt damit über dem Durchschnitt des Bundesstaates Kalifornien, verkleinerte sich aber binnen zehn Jahren nur um rund zwei Prozent. Die Gruppe der Latinos machte zwölf Prozent der städtischen Bevölkerung aus. Asiatischstämmige Bürger waren mit einem Anteil von acht Prozent vertreten, während Afroamerikaner mit knapp drei Prozent Bevölkerungsanteil eine Minderheit darstellten. Ihr Anteil liegt damit deutlich unter dem kalifornischen sowie dem landesweiten amerikanischen Durchschnitt. Die Anzahl der Haushalte betrug 5646, während auf 100 Frauen 93,7 Männer kamen. Das Medianalter der Bevölkerung von Oroville lag bei 31,5 Jahren.

## Sehenswürdigkeiten

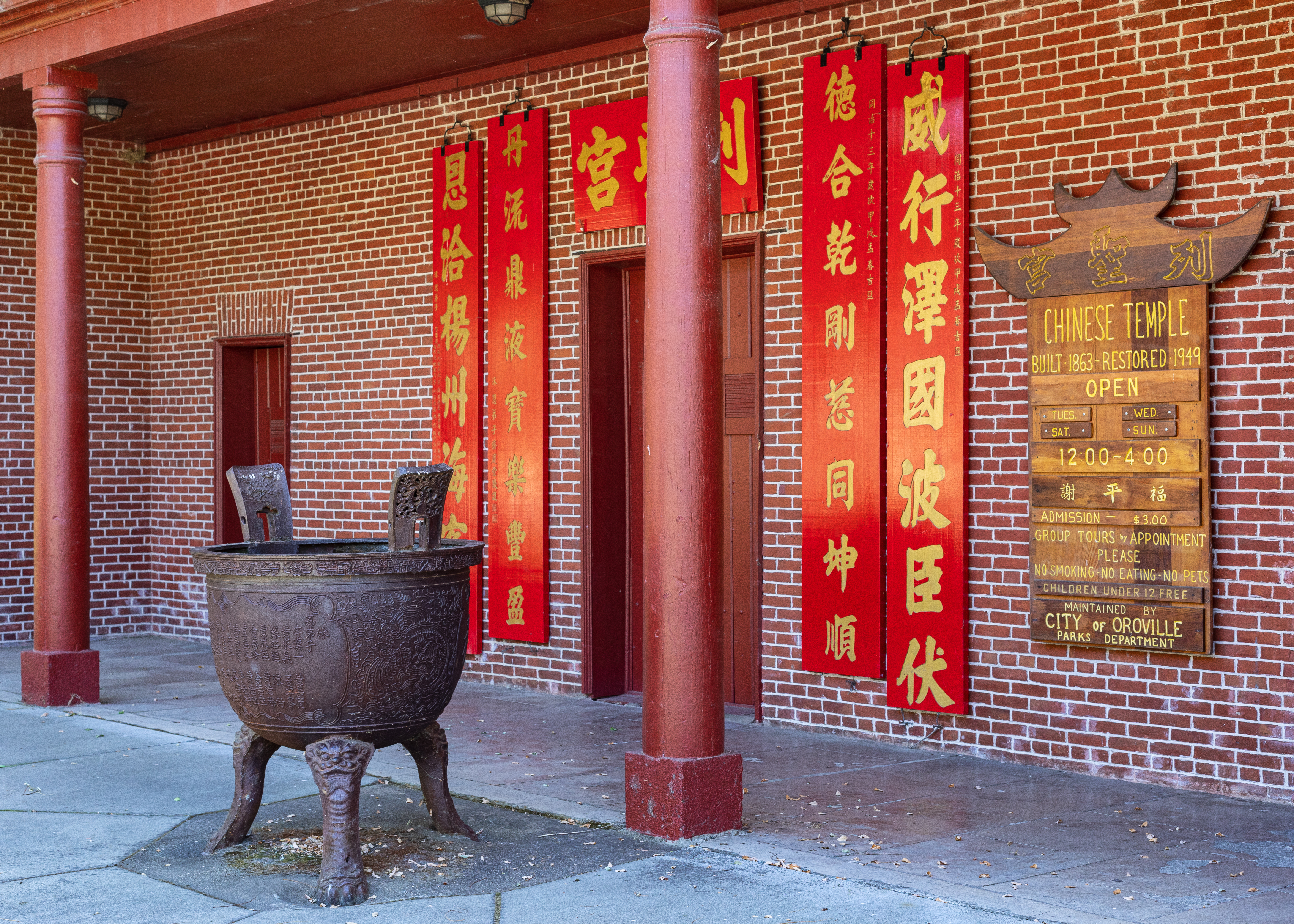
Der chinesische Tempel in Oroville (2020)

In Oroville steht der Mutterorangenbaum, der älteste aller nordkalifornischen Orangenbäume. Er wurde 1856 in Bidwell’s Bar gepflanzt und von ihm gingen Zucht und Anbau von Zitrusfrüchten in Nordkalifornien aus. 1968 wurde er wegen der drohenden Überflutung durch den Stausee nach Oroville verpflanzt. Ebenfalls aus Bidwell’s Bar gerettet wurde die alte Bidwell Bar Bridge, die dortige Brücke über den Fluss. Sie wurde 1855 errichtet und gilt als älteste erhaltene Hängebrücke in Kalifornien. Heute dient sie dem Fußverkehr beim Yachthafen Kelly Ridge im Süden des Stausees.
Die neue Bidwell Bar Bridge aus dem Jahr 1965 führt die California State Route 162 über einen Seitenarm des Stausees im Osten der Stadt. Sie gehört mit einer Spannweite von 338 m zu den längsten Hängebrücken im Westen der USA. Mit einer Höhe von 191 m über Talgrund war sie bei ihrer Eröffnung die dritthöchste Hängebrücke der Welt.
Der Chinese Temple wurde 1863 als religiöses und soziales Zentrum errichtet und hatte Räume für Meditation und Religion sowie für Gemeindezwecke. Er wurde 1907 aufgegeben und dient seit 1949 als Museum. Unregelmäßig steht er aber auch heute noch für religiöse Zeremonien zur Verfügung.
Das C. F. Lott Home wurde 1856 im viktorianischen Baustil errichtet und war bis 1961 im Besitz der namensgebenden Familie. Das Gebäude und der zugehörige Garten sind heute als Museum zugänglich.
Das Butte County Pioneer Memorial Museum erinnert an die Goldgräber- und Pionierzeit sowie die Indianer der Region.

## Bildergalerie

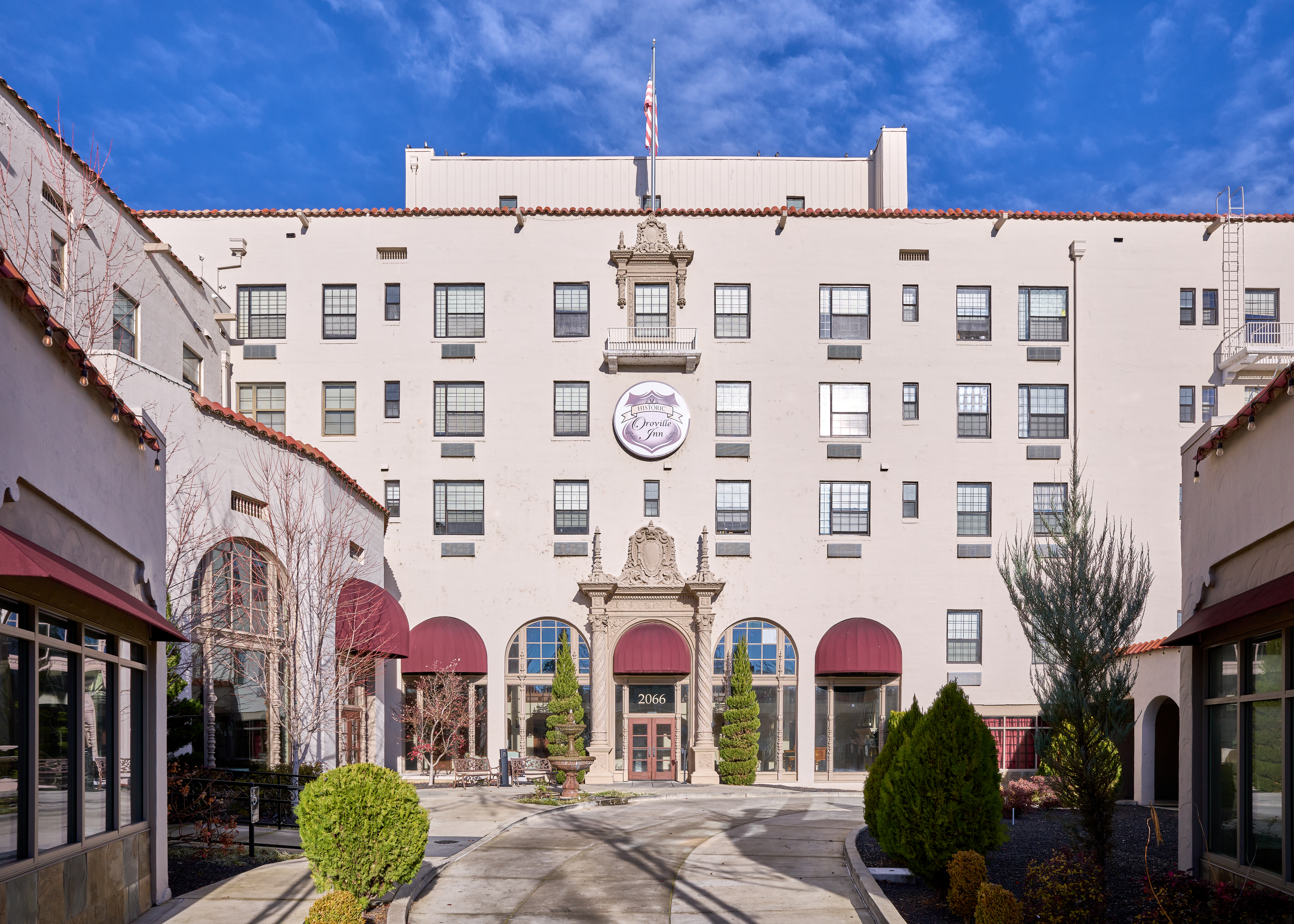
Oroville Inn (2024)
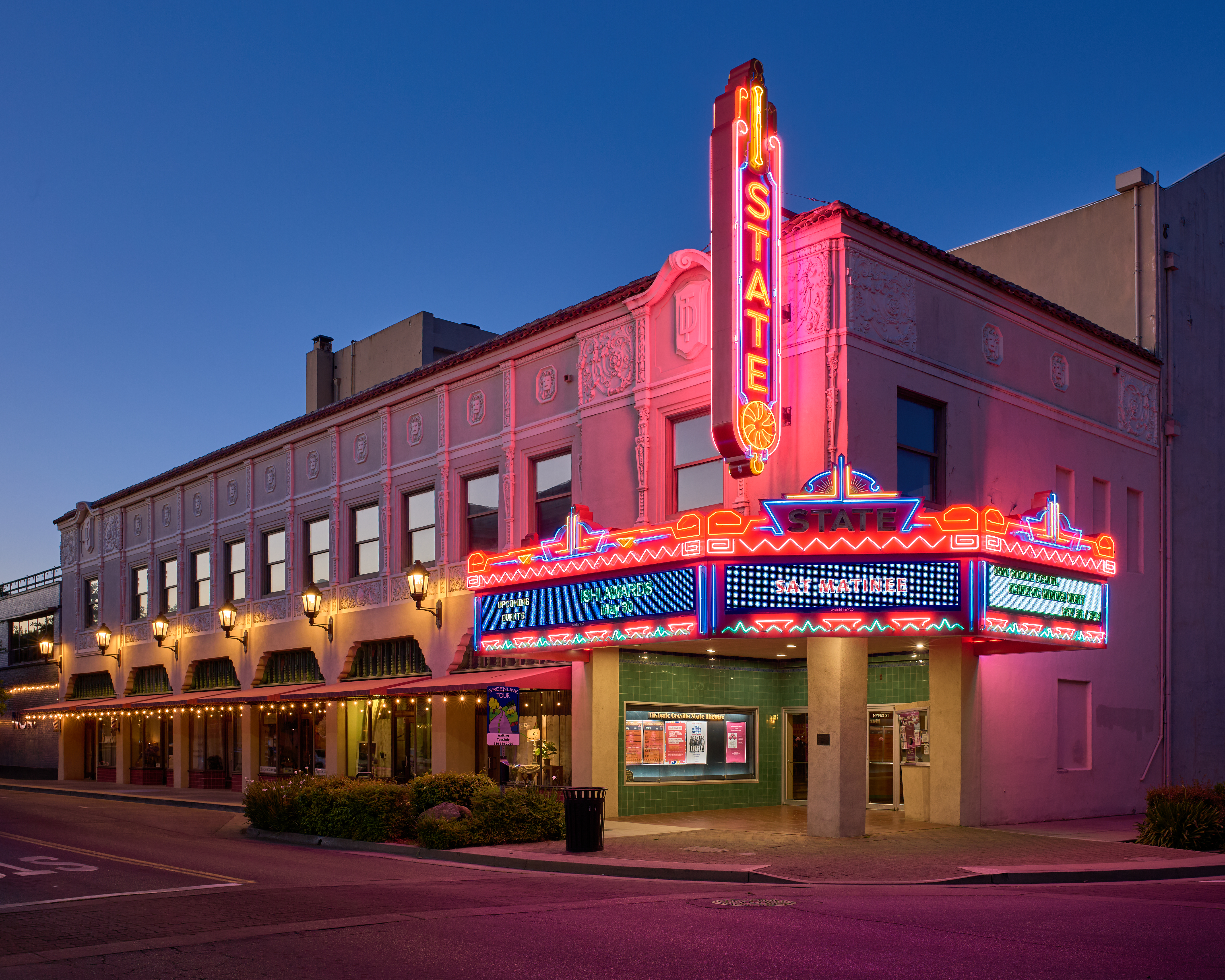
Oroville State Theatre (2024)
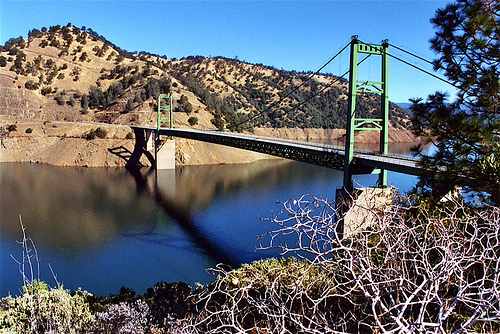
New Bidwell Bar Bridge (2006)
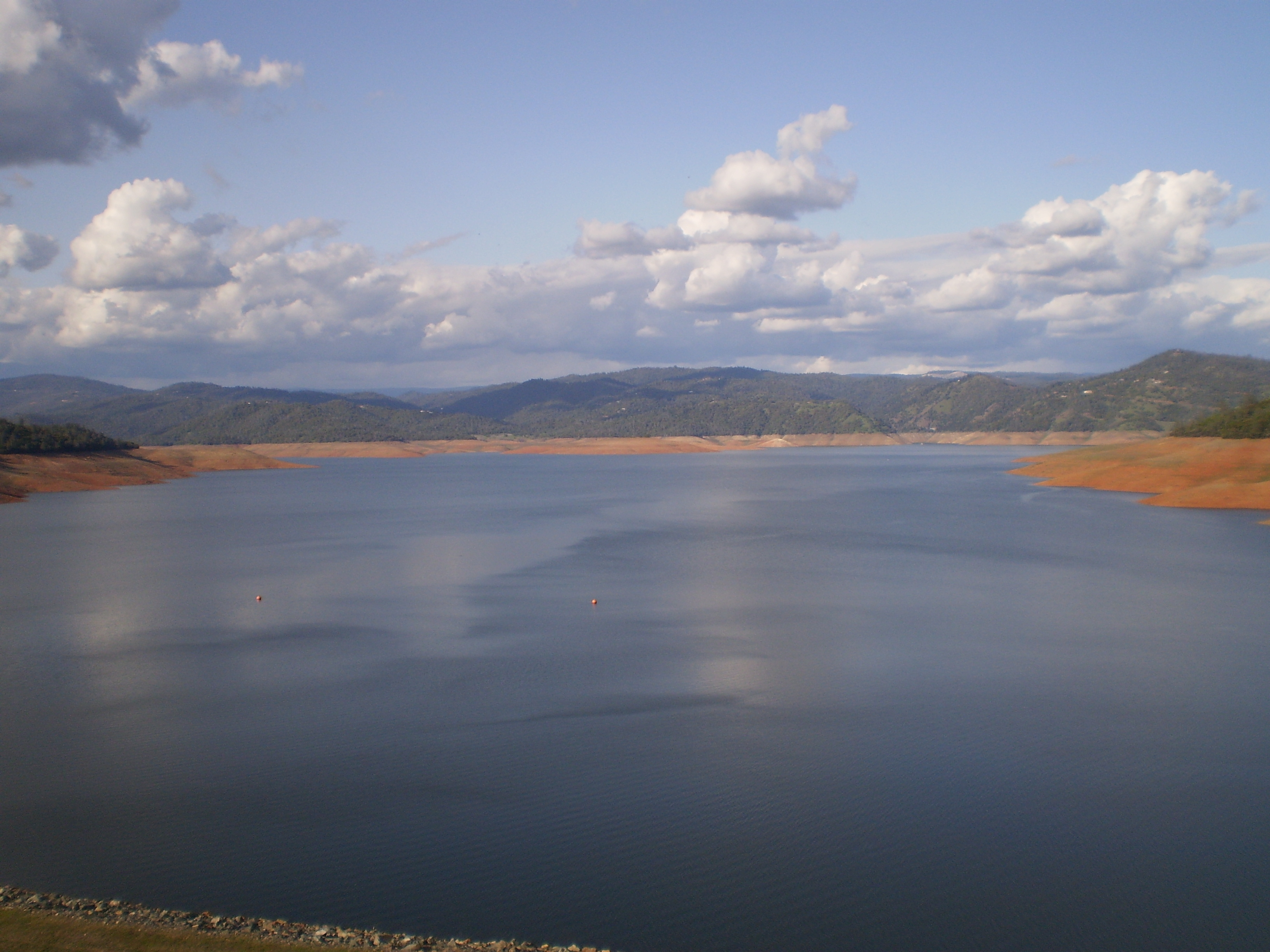
Lake Oroville (2010)
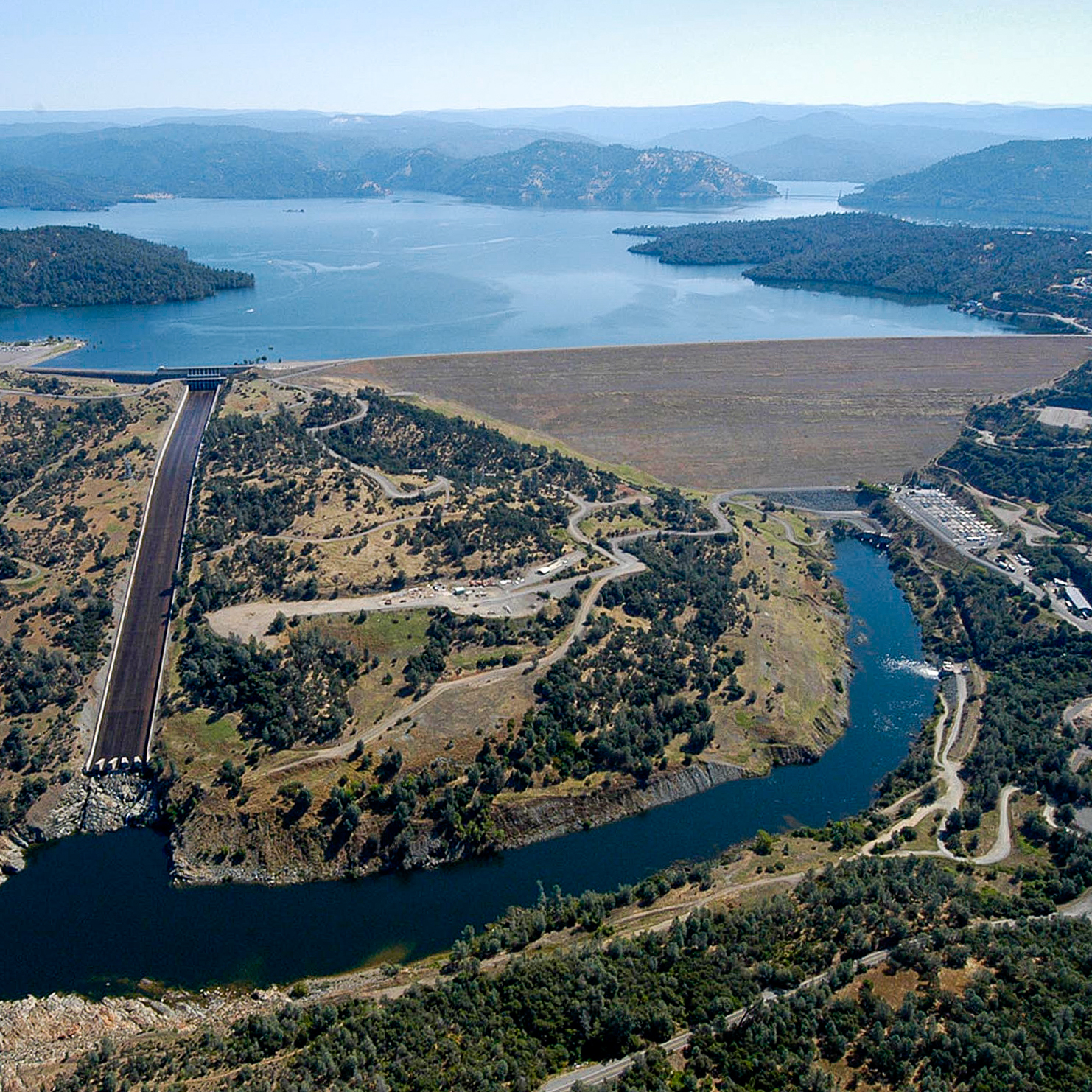
Staudamm (2010)
Altes Zollhaus (1984)
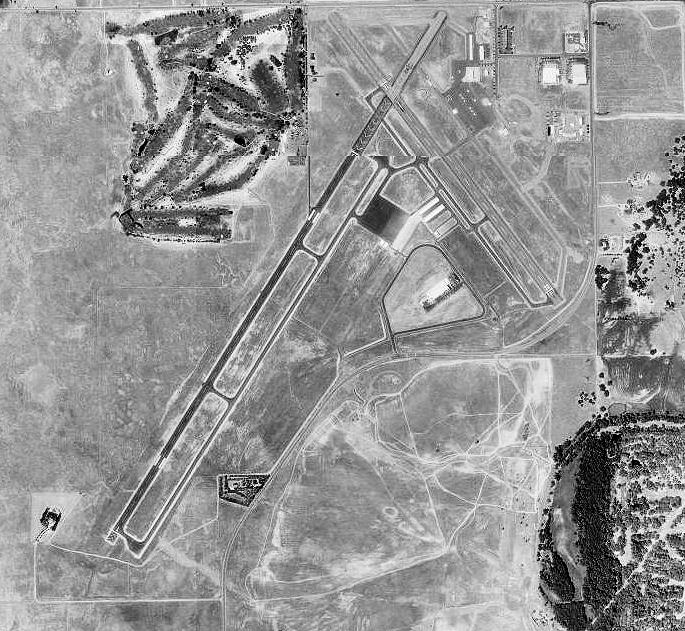
Luftaufnahme vom Oroville Municipal Airport (1998)

## Persönlichkeiten

### Söhne und Töchter von Oroville
- Jack Yerman (* 1939), US-amerikanischer Leichtathlet
- Doug LaMalfa (* 1960), US-amerikanischer Politiker

### Mit Oroville verbunden
- Aaron Rodgers (* 1983), US-amerikanischer American-Football-Spieler
- Freda Ehmann (1839–1932), deutsch-amerikanische Unternehmerin, die heute als „Mutter der kalifornischen Olivenindustrie“ bekannt ist